# Baia Mare
Baia Mare (česky přeložitelné jako Velký důl, maďarsky Nagybánya, německy Frauenbach, Neustadt, latinsky Rivulus Dominarum) je hlavní město župy Maramureș a významné centrum celé okolní oblasti. Nachází se na severu země a žije zde přibližně 109 tisíc obyvatel.

## Historie
Úrodné území bylo osídleno od paleolitu. V antické době je osídlily kmenů Thráků jejich protivníků – Dáků, kteří je ovládli pod vedením krále Burebisty.
Historie středověkého města začíná v 12. století: nejstarší písemnná zmínka o souvislém a dlouhodobém osídlení dnešního Baia Mare německými kolonisty pochází z roku 1142, kdy uherský král Géza II. povolil, aby se zde usídlili sedmihradští Sasové.
Během středověku se zde rozvíjelo hornictví; od roku 1469 bylo již město opevněno hradbami. Hlavním důvodem nutnosti opevnění města bylo osmanské nebezpečí z jihu; Turci podnikali mnohdy úspěšné výboje na sever od svých hranic.
Město patřilo k Uhersku, a to až do přelomu let 1919 a 1920, kdy bylo rozhodnutím Trianonské smlouvy připojeno k Rumunsku. Tehdy však tři čtvrtiny obyvatel Baii Mare tvořili právě Maďaři, okolí města však bylo naopak silně rumunské. Maďaři svůj vliv nad městem uplatnili ještě mezi lety 1940 až 1944[zdroj?], po této době již Baia Mare definitivně patří Rumunsku. Od roku 1968 je také centrem župy Maramureș.

### Ekologická havárie v lednu 2000
V lednu 2000 došlo ke katastrofálnímu zamoření řek Tisy a Dunaje kyanidy a těžkými kovy ze zlatého dolu v Baia Mare, kde důlní společnost Aurul vlastněná částečně rumunským státem a částečně australskou společností Esmeralda Exploration užívala značně rizikový proces chemické těžby za pomoci kyanidových roztoků. Roku 2009 použila německá hudební skupina Rammstein tuto tragédii jako volně zpracované téma pro skladbu Donaukinder.

## Hospodářství

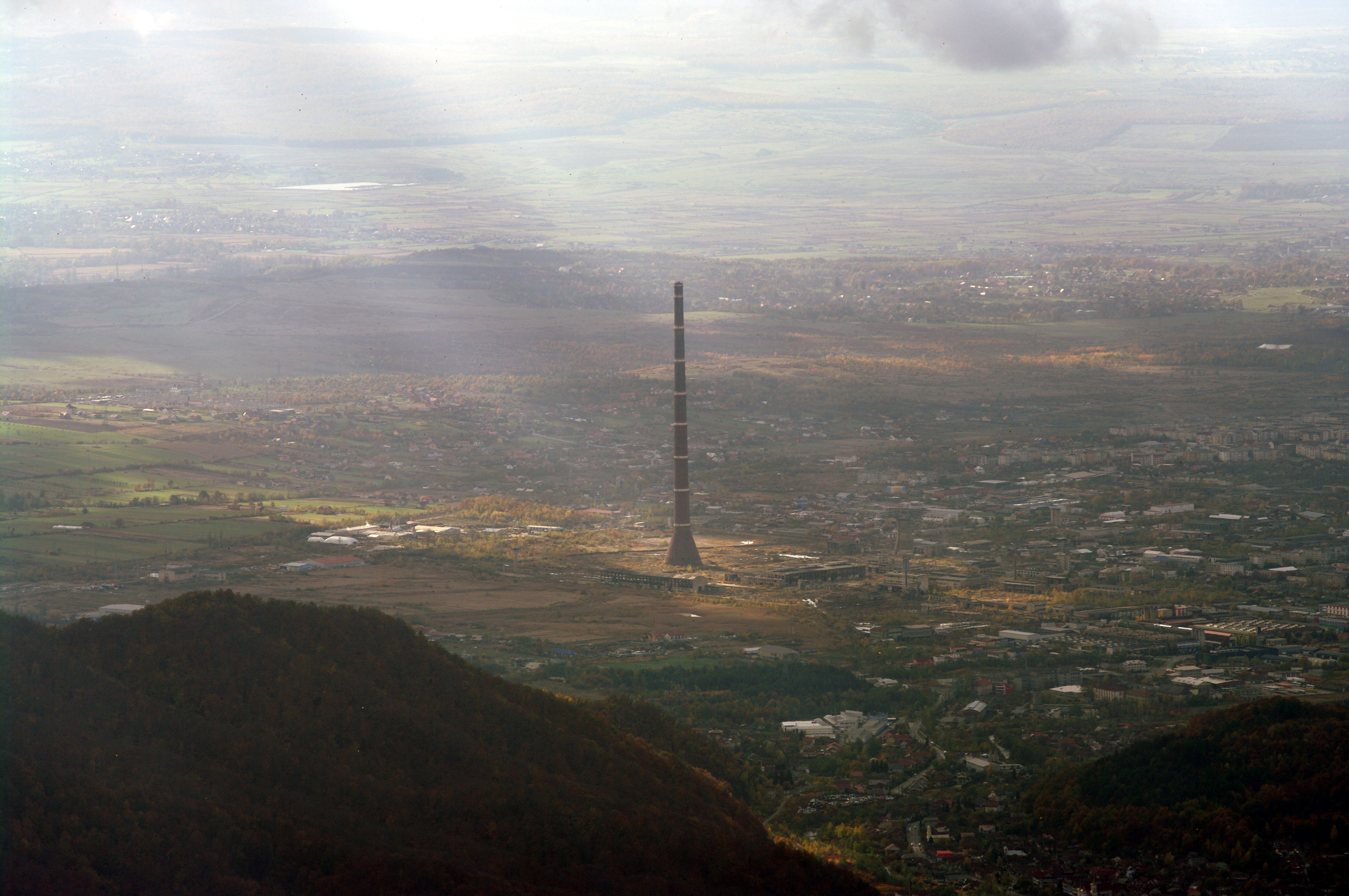
Komín těžařské společnosti Phoenix

Hutní průmysl v této oblasti se tradičně soustředil na těžbu a zpracováni mědi, stříbra a zlata. Na začátku 20. století založili rumunští židovští podnikatelé Oscar a Arthur Weiserovi chemickou továrnu na výrobu kyseliny sírové a dalších chemických výrobků. Kolem roku 1925 ji rozšířili v kombinát, který do dvacetipětitisícového města přivedl po 2. světové válce 150 000 obyvatel (statistika z roku 1990).
Vrcholem výroby byla produkce kolem 40 000 tun mědi, 120 tun stříbra a 12 tun zlata ročně. Po revoluci v roce 1989 kombinát převzali zahraniční investoři a přejmenovali na Phoenix. V roce 2003 dva rumunští bankéři týž podnik přejmenovali na Coprom Baia Mare. V roce 2009 noví majitelé podali návrh na konkurs a propustili posledních 190 zaměstnanců. Komín měďnářské těžební společnosti Phoenix o výšce 351,5 metrů je dominantou města i kraje a je druhým nejvyšším komínem v Evropě.

## Památky
- Bastiony a ochoz opevnění města ze 14.–15. století
- Hodinová věž zbořeného gotického kostela sv. Štěpána, ze 14. století
- Kostel Nejsvětějští Trojice – dvouvěžová barokní římskokatolická bazilka; založená jezuity roku 1718
- Katedrála Nanebevzetí Panny Marie muramarešské řeckokatolické epiarchie; historizující stavba z roku 1905
- Luteránský kostel Márton/Martin Lendvay, kolem 1840 litografie
- Synagoga novobarokní z roku 1885

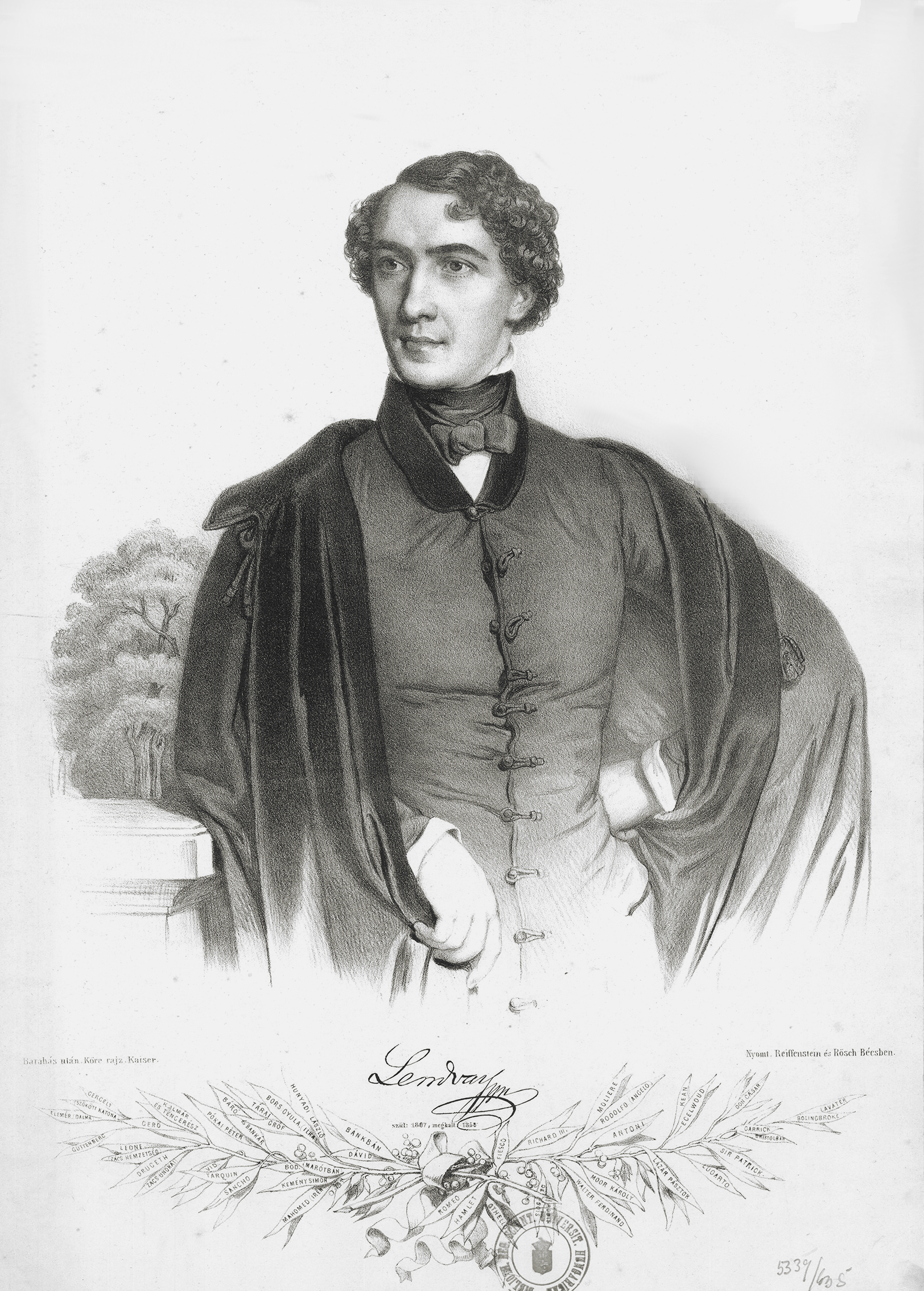
Márton/Martin Lendvay, kolem 1840 litografie

- Mincovna – nyní muzeum židovské historie

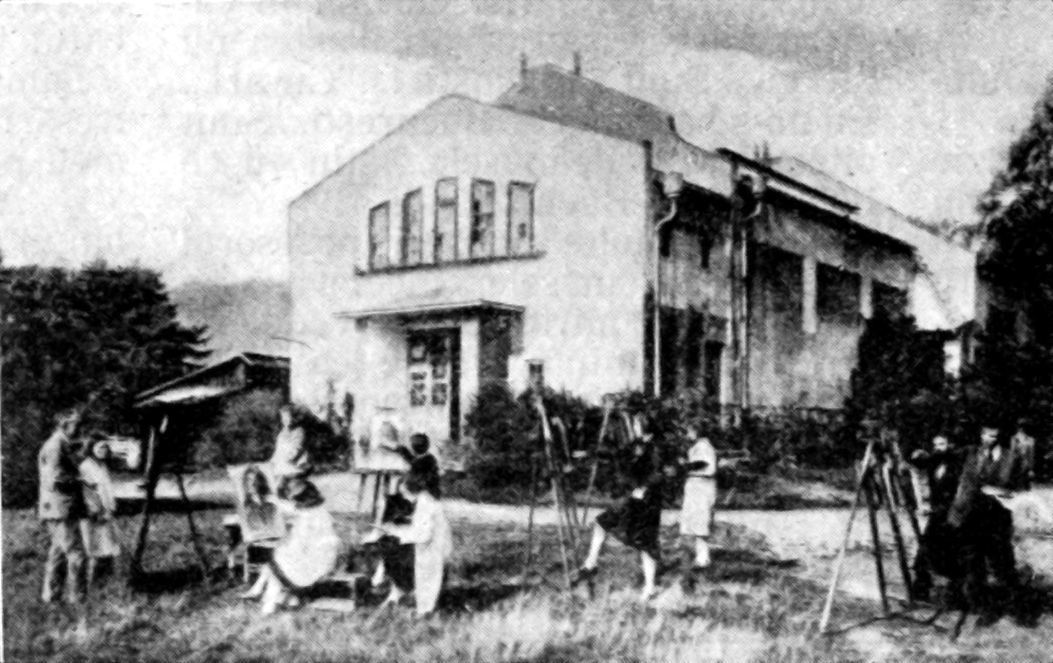
Kolonie Nágybanya a její pavilon, kolem 1930

- Etnografické muzeum
- Pomník Mártona Lendvaye

## Slavné osobnosti
- Jan III. Turzo (1437–1508) - žil a zemřel zde.
- Márton Lendvay (1807–1858) - sedmihradský herec, pěvec a divadelní režisér, vystupoval v Bratislavě, Budě, Pešti, Vídni a Berlíně
- Kolonie Nágybanya (1890-1937) - Kolonie (škola) avantgardních výtvarných umělců, především malířů impresionistů, postimpresionostů, fauvistů, kubistů a futuristů; založili ji Simon Hollósy a Károly Ferenczy, působili v ní tři desítky výtvarníků a výtvarnic, mj. Ferenczyho sestřenice Olga Fialka s dcerou Noémi, Béla Iványi-Grünwald, István Réti, Alexander Kubínyi, Jenő Maticska, János Thorma nebo Sándor Ziffer.

## Partnerská města
- Bílsko-Bělá, Polsko (2001)
- Hódmezővásárhely, Maďarsko (2001)
- Hollywood, Spojené státy americké (2001)
- Ivano-Frankivsk, Ukrajina (1990)
- Kitwe, Zambie (1972)
- Nyíregyháza, Maďarsko (2003)
- Serino, Itálie (2003)
- Szolnok, Maďarsko (1990)
- Wels, Rakousko (2000)
- Zalăurok,  (2002)

## Galerie

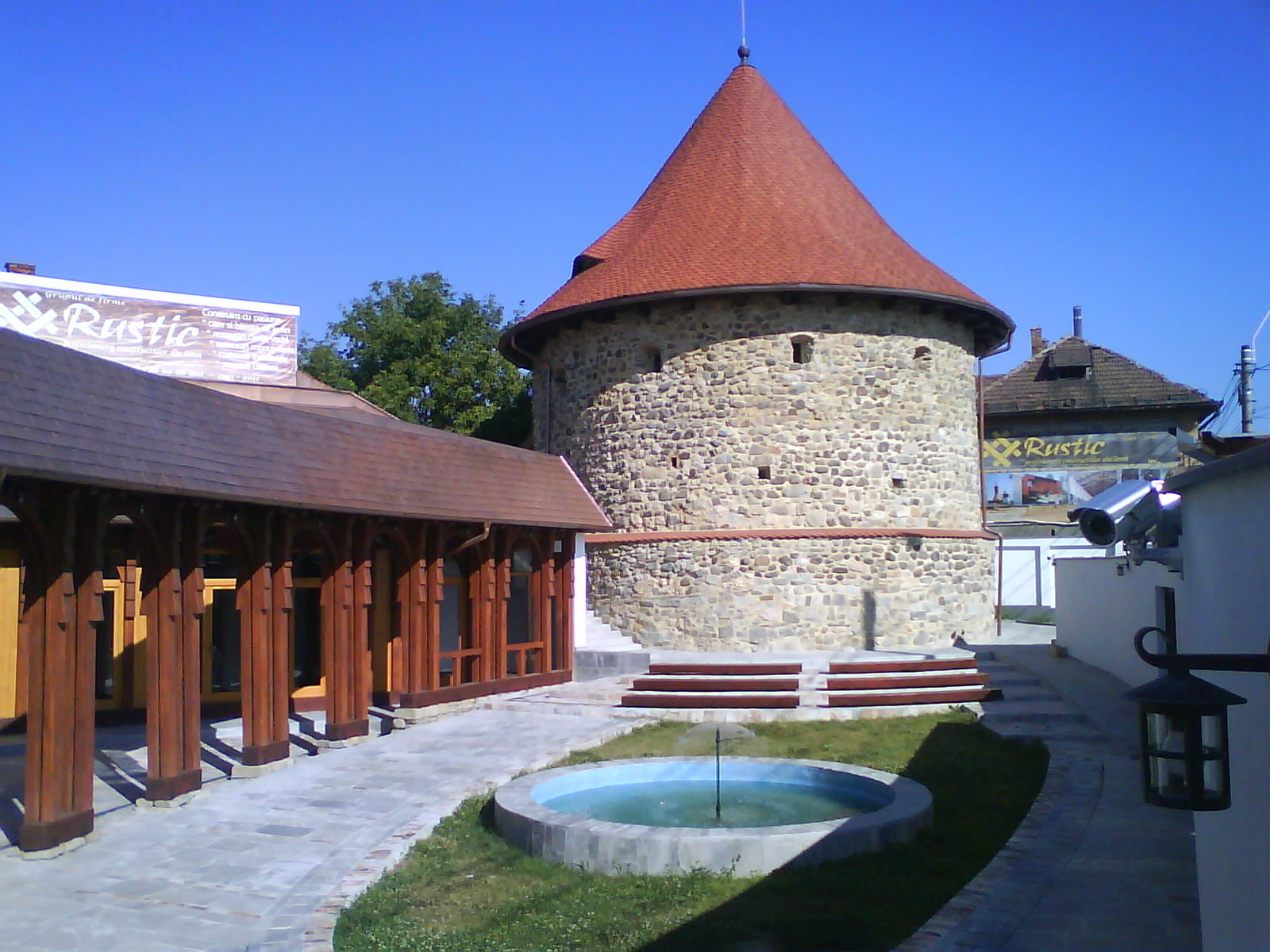
Bastion středověkého opevnění
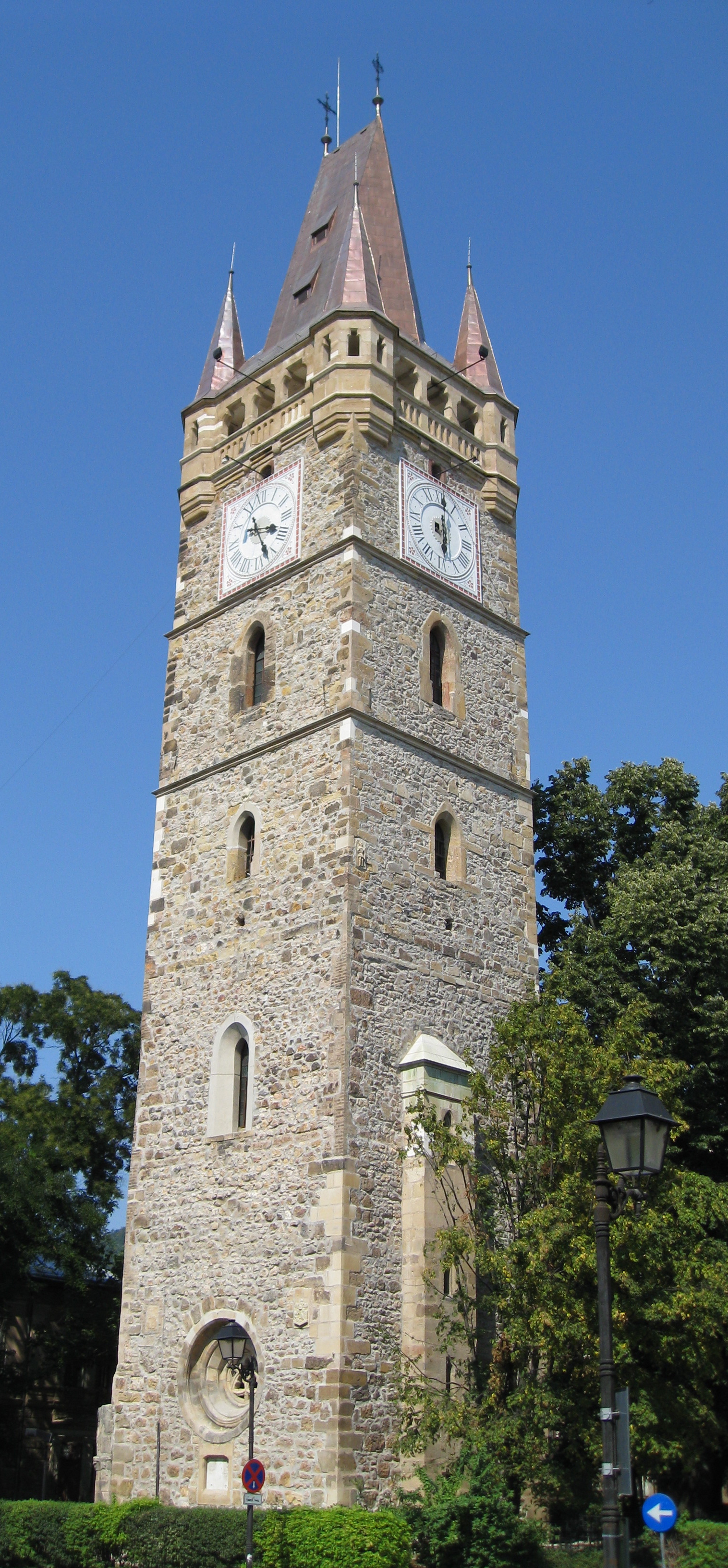
Hodinová věž sv. Štěpána
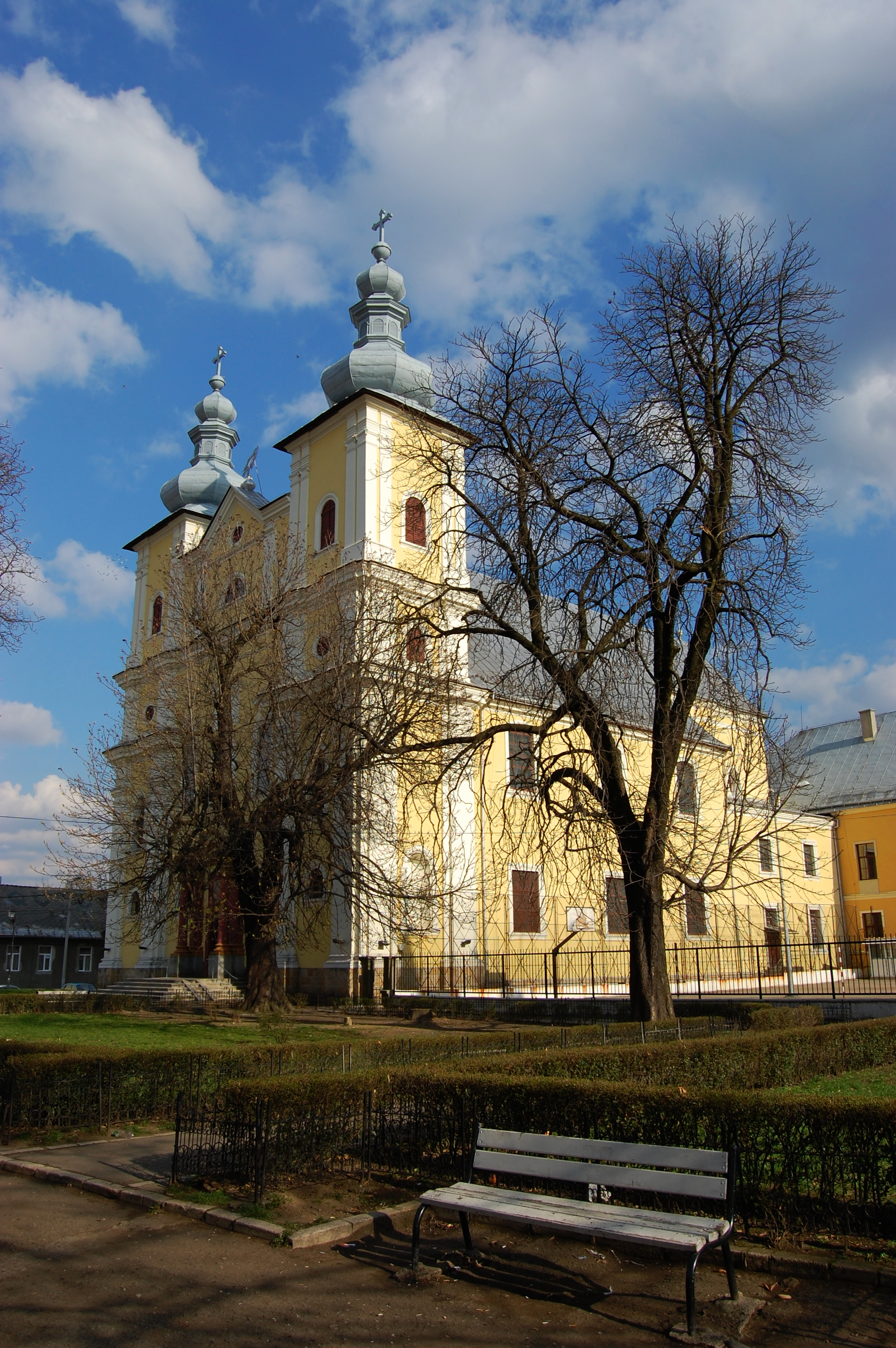
kostel Nejsv. Trojice
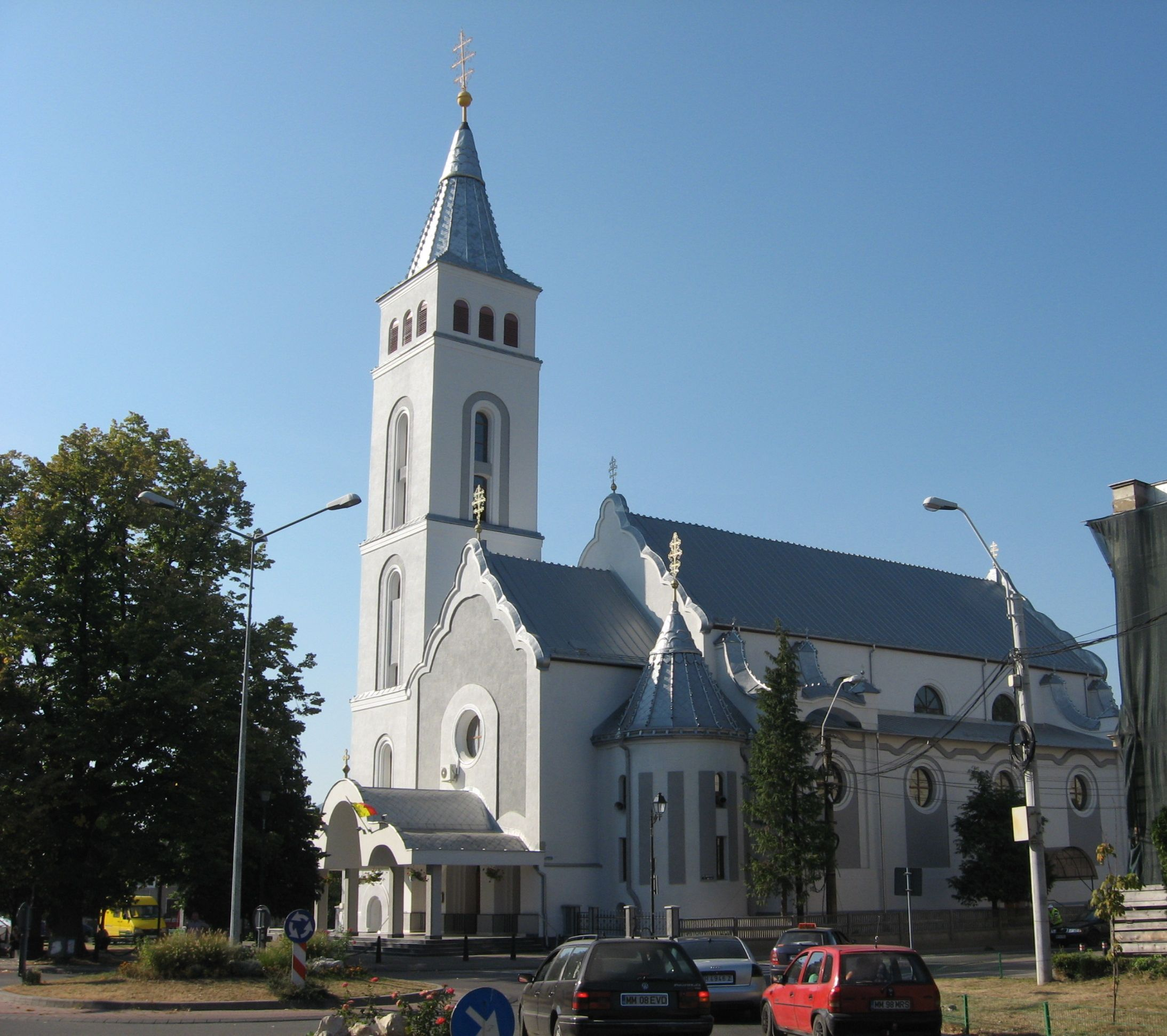
katedrála Nanebevzetí Panny Marie
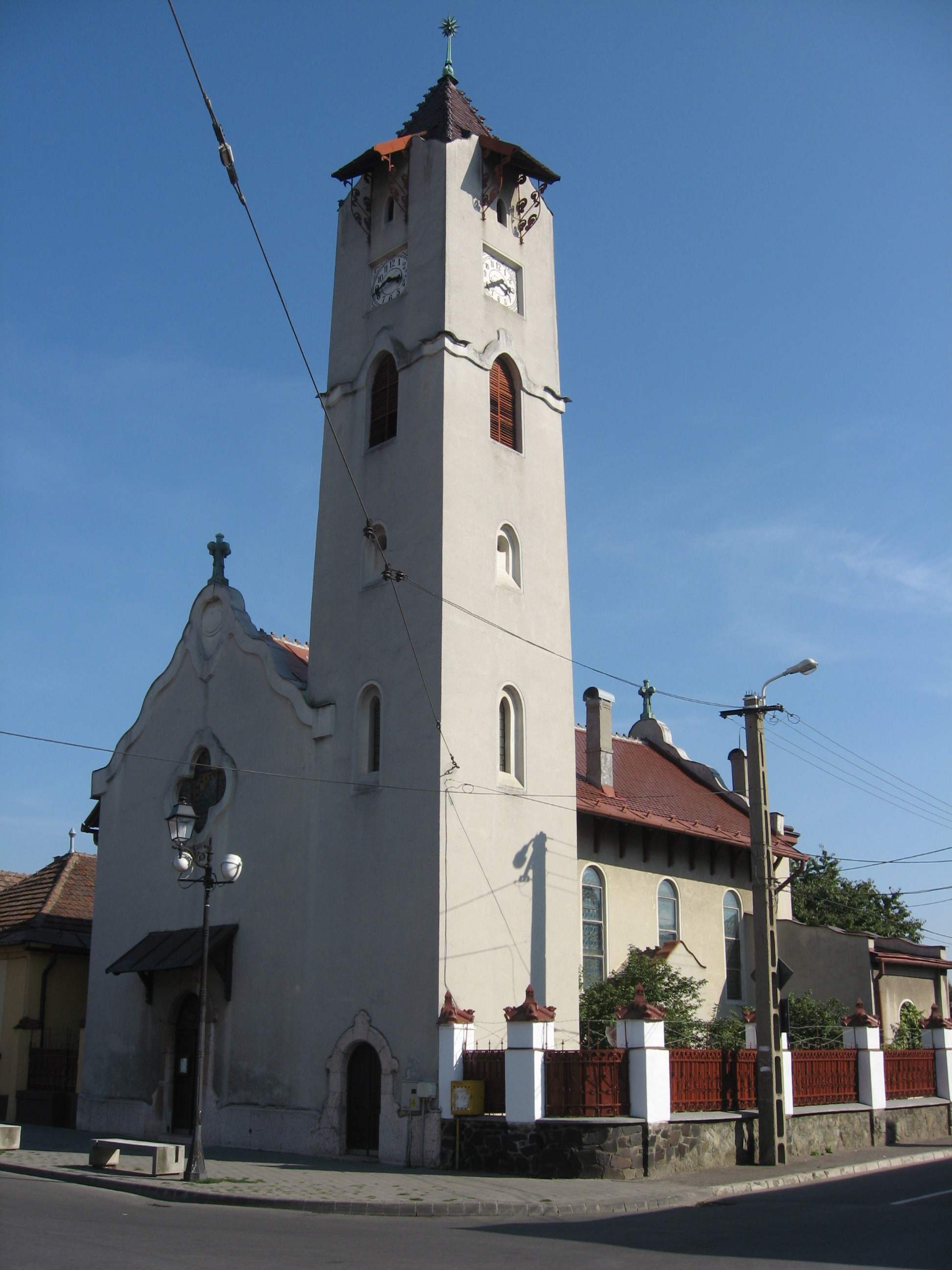
Luteránský kostel
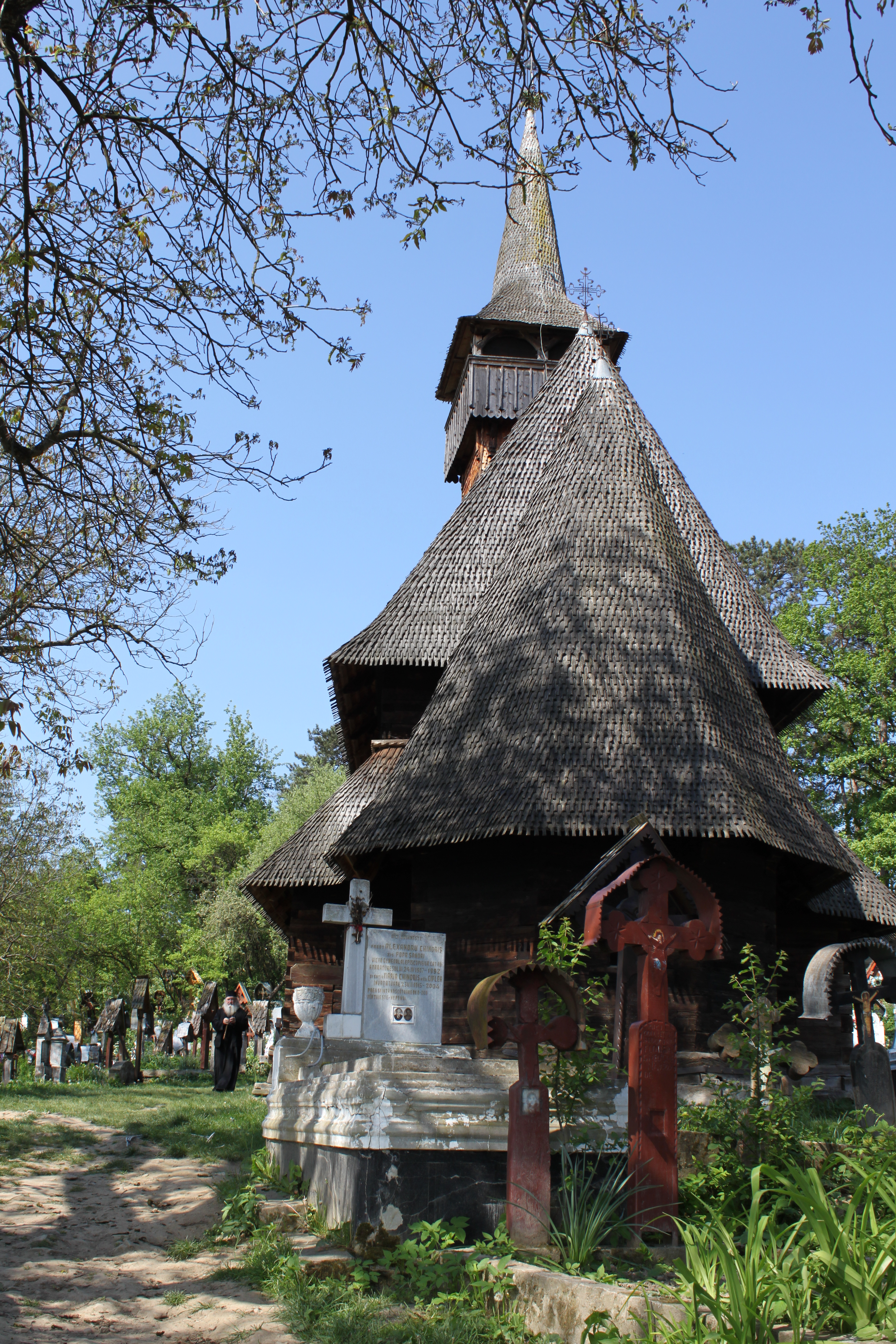
Dřevěný chrám monastýru
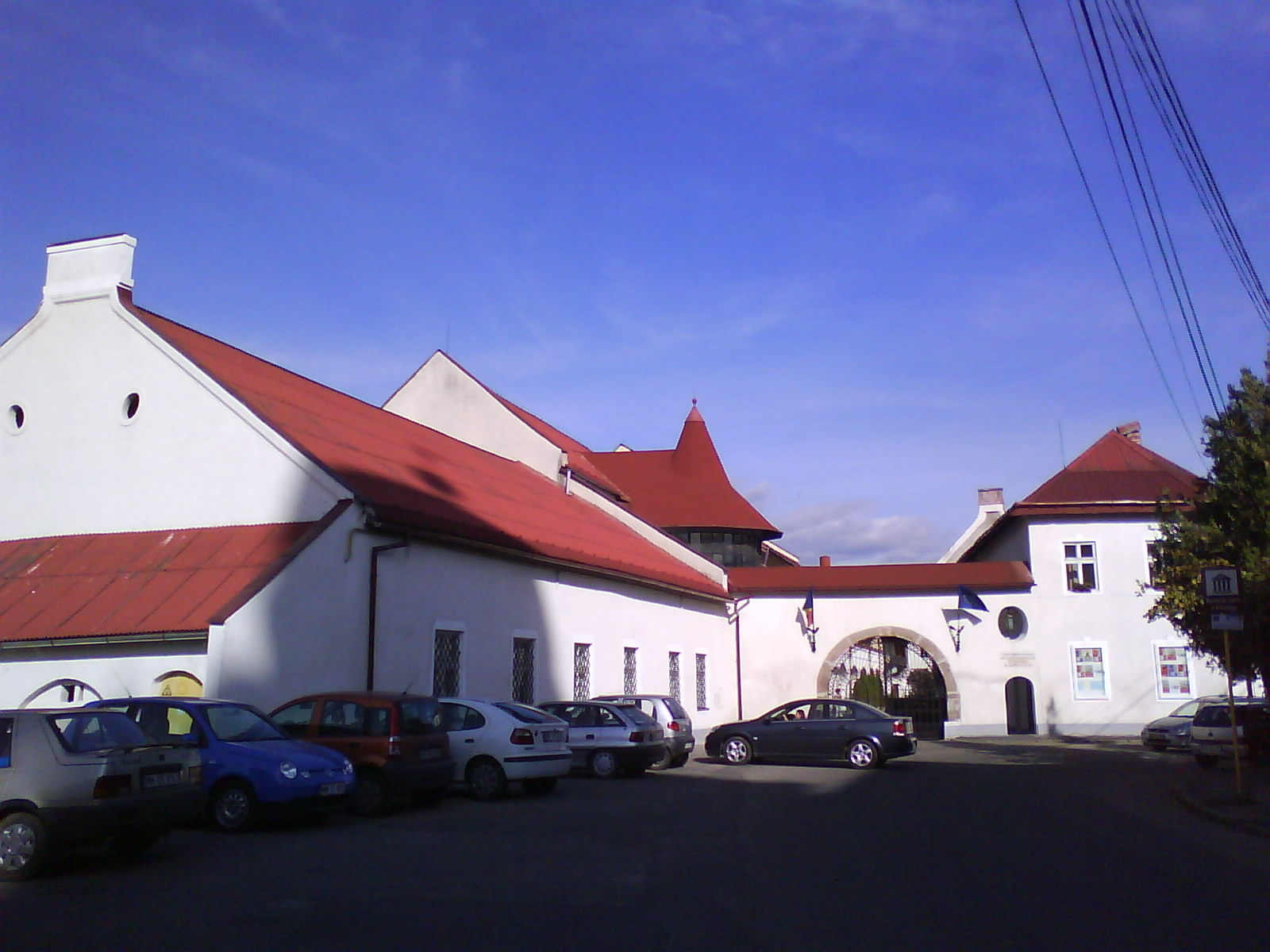
Mincovna
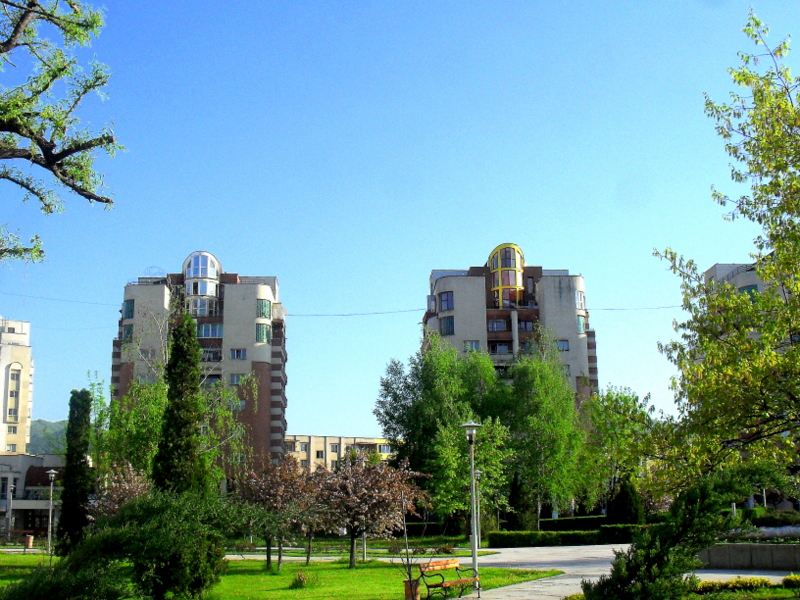
Moderní stavby
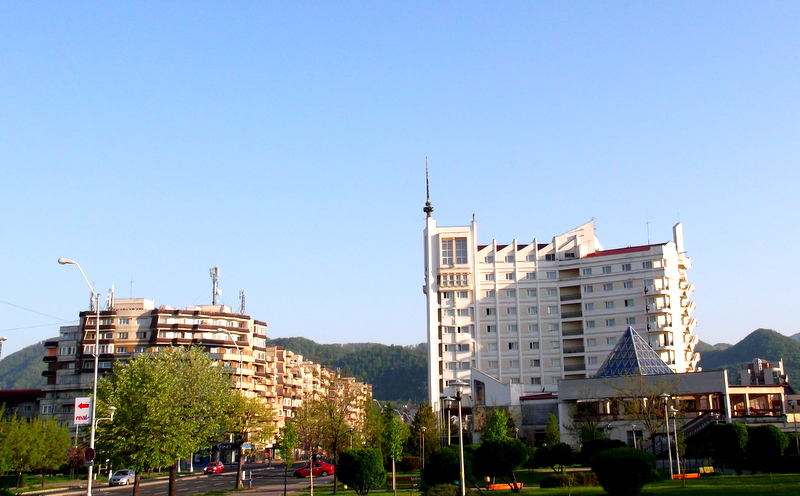
centrum moderního města
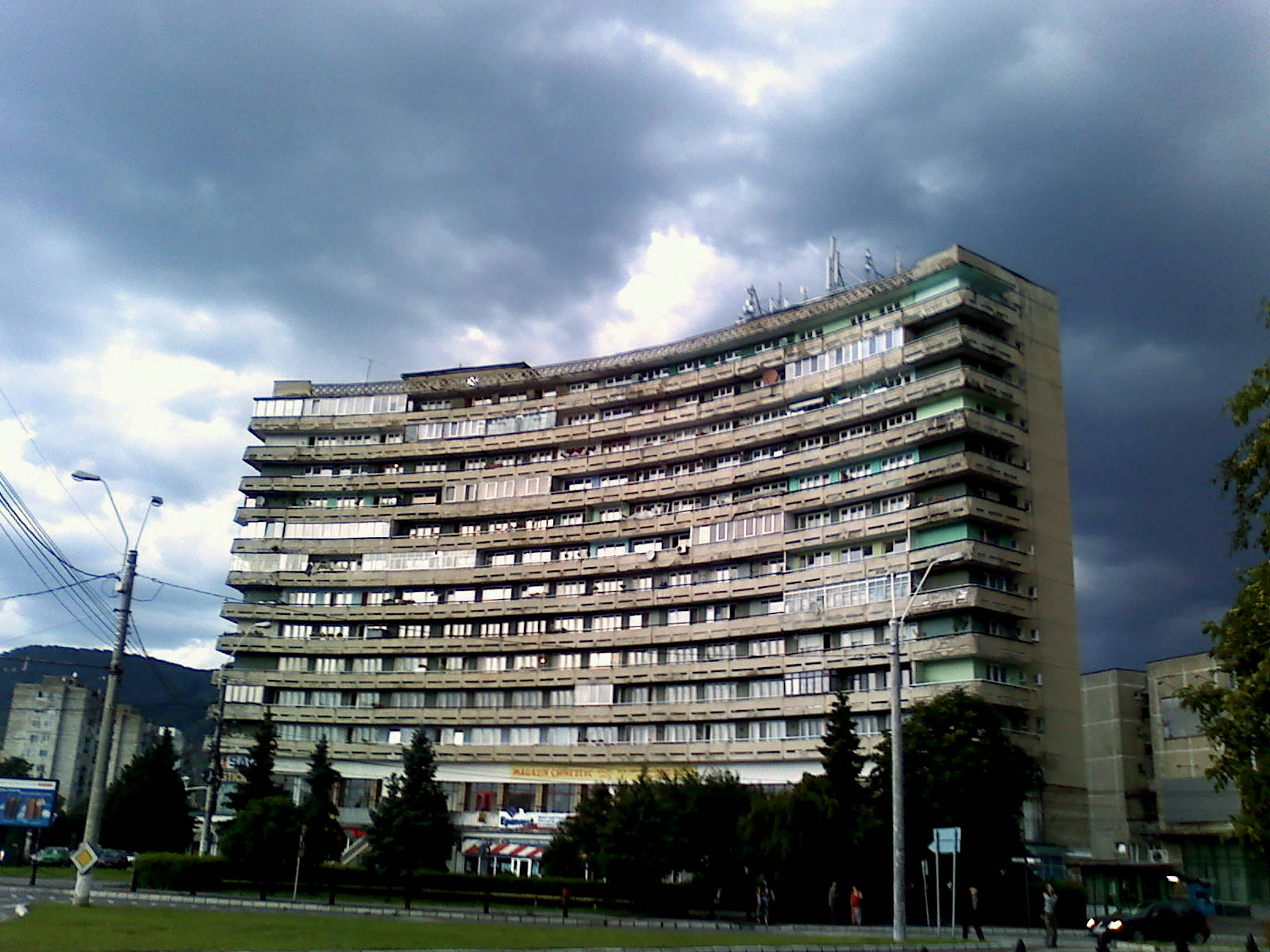
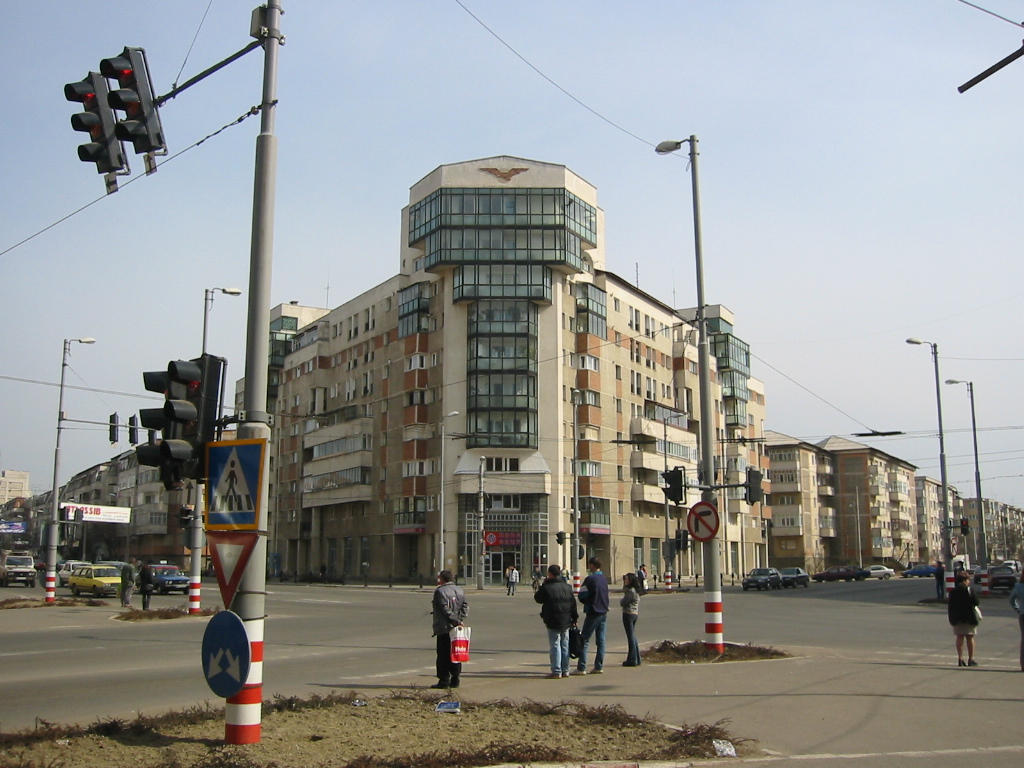